# Castle Geyser
Castle Geyser est un geyser de type cônique, dans le parc national de Yellowstone, aux États-Unis. Il est notoire pour son cône particulièrement grand, formé par frittage depuis des milliers d'années,. Ces dépôts ont l'apparence d'un château, d'où son nom.
Quand le geyser a été baptisé en 1870, le haut du cône avait l'apparence d'un château fort typique, avec un donjon, des tours, et des parapets crénelés. La forme est clairement rendue dans des dessins de l'époque. Elle a varié depuis, du fait de l'accumulation de dépôts lors des éruptions successives.

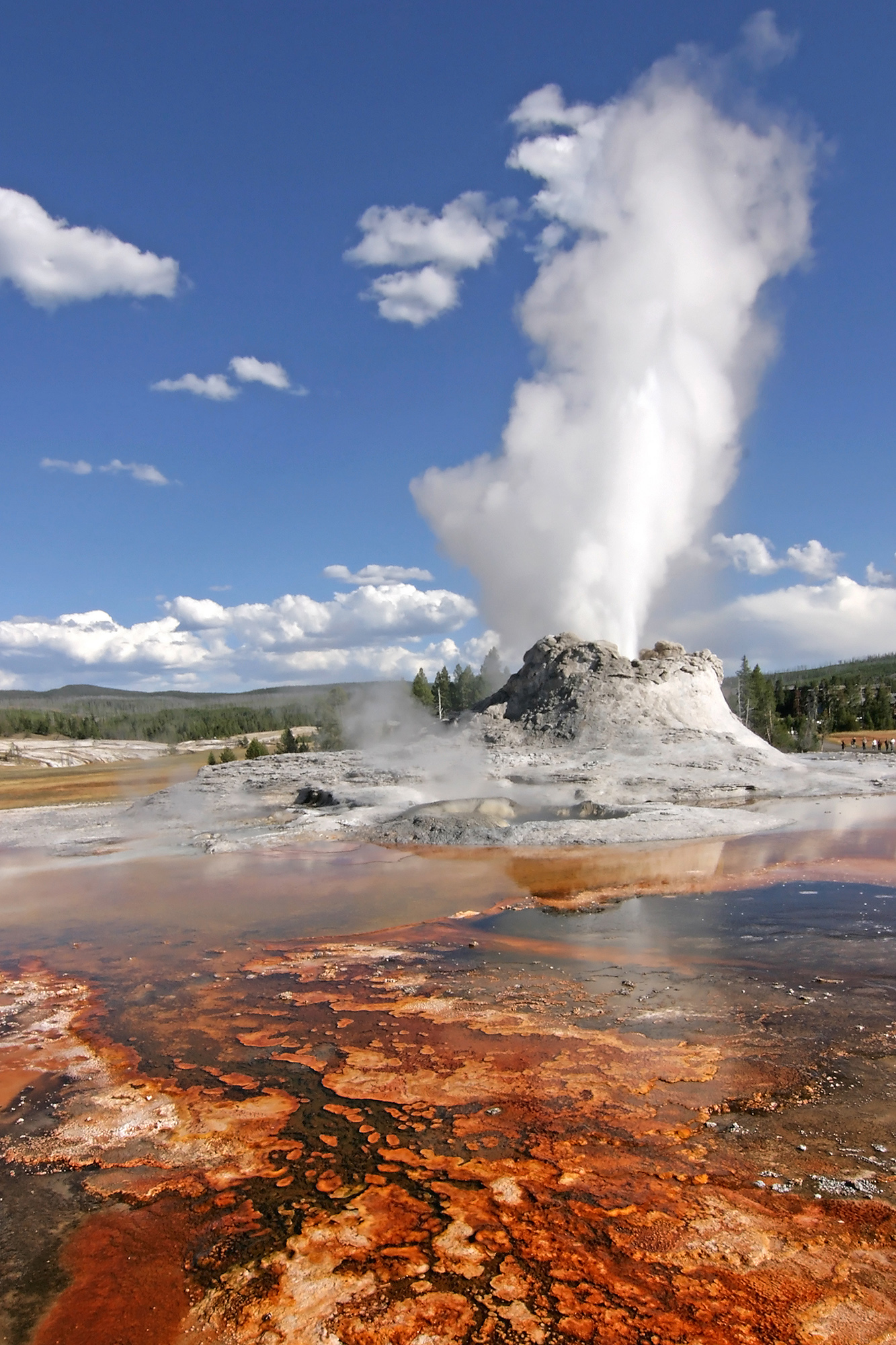
Vue de Castle Geyser en éruption.